# جزر عقدي
جزر عقدي (الاسم العلمي:Daucus nodosus) هو نوع غير مؤكد من النباتات يتبع جنس الجزر من الفصيلة الخيمية.